# جزءشناسی
جزءشناسی (به انگلیسی: Mereology) در فلسفه و منطق ریاضی، به معنی مطالعه «اجزا» و «کل‌هایی که توسط اجزا تشکیل می‌شود» است. در حالیکه نظریه مجموعه‌ها مبتنی بر رابطه عضویت بین یک مجموعه و عناصر آن می‌باشد، جزءشناسی روی رابطه جزءبندی بین عناصر تأکید دارد، و این موضوع از دیدگاه نظری مجموعه‌ها به مفهوم زیرمجموعه بودن (شمول) بین مجموعه‌ها نزدیک‌تر است.
واژه معادل جزءشناسی در انگلیسی «mereology» است، و دو قسمت دارد: meros یا mere- یا μέρος در یونانی یعنی «جزء» و پسوند logy که به معنی «مطالعه، بحث یا دانش» است.
جزءشناسی به روش‌های مختلف به صورت اعمال منطق گزاره‌ای به هستی‌شناسی صوری بررسی شده‌است، در هر کدام از این بررسی‌ها جزءشناسی بخش مهمی از کار آن‌ها می‌باشد. هرکدام از این روش‌ها تعریف اصولی خودشان را دارند. یکی از نکات مهم این اصل بندیها این فرضیه است که (علاوه بر فرض شامل‌بودن)، رابطه جزء-کل، جهان خودش را مرتب‌سازی می‌کند، که این یعنی: هرچیز جزء خودش است (رابطه بازتابی)، اینکه جزئی از جزء یک کل، خودش جزئی از آن کل است (رابطه ترایا)، و اینکه دو موجودیت متمایز هردو نمی‌توانند بخشی از دیگری باشند (رابطه پادمتقارن)، از این رو در جءبندی یک مجموعه جزئی‌مرتب شکل می‌گیرد. گونه خاصی از این اصل‌بندی، نوع غیربازتابی آن است: یعنی اینکه اصل هرچیز بخشی از خودش است را نمی‌پذیرد، اما ترایابودن و پادمتقارن‌بودن را قبول دارد.
اگرچه جزءشناسی کاربردی از منطق ریاضیاتی است، که آن نیز نوعی «هندسه اولیه» است، جزءشناسی توسط مطق‌دانان، هستی‌شناسان، زبان‌شناسان، مهندسان، و دانشمندان علوم رایانه و مخصوصاً افرادی که در هوش مصنوعی کار می‌کنند، ساخته شده‌است. بخصوص، جزءشناسی بر مبنای هندسه بدون نقطه است (برای مثال مقاله پیشگام نقل قول شده آلفرد تارسکی و مقاله مروری گرلا در سال ۱۹۹۵ را ببینید).
«جزءشناسی» می‌تواند به کارهای صوری انجام شده در «نظریه سامانه‌های عمومی» به «تجزیه سیستم» و «کل، جزء، مرز» اشاره کند. یک ویرایش سلسله‌مراتبی از «پاره‌سازی شبکه گابریل کرون» توسط کیث باودن در سال ۱۹۹۱ منتشر شده‌است، و نمایش‌دهنده ایده دیوید لویس دربارهٔ «زباله» است. این ایده‌ها در علوم رایانه نظری و فیزیک مشاهده می‌شوند، و با نظریه بافه، تروپ‌ها و نظریه رسته‌ها ترکیب شده‌است. کارهای استیو ویکرز روی مشخصات (جزءبودن) در علوم رایانه، جوزف گوگان در سامانه‌های فیزیکی، و تام اتر (۱۹۹۶ تا ۱۹۹۸) دربارهٔ نظریه پیوند و مکانیک کوانتمی را ببینید.